# Mixosaurus
Mixosaurus es un género extinto de ictiosaurios mixosáuridos que vivieron durante el Triásico Medio. Sus fósiles se han encontrado en varias regiones del mundo - China, Timor, Indonesia, Italia, Spitsbergen, Svalbard, Canadá y Estados Unidos (en Alaska y Nevada) y fue uno de los géneros más comunes de ictiosaurios del Triásico. Fue nombrado en 1887 por George H. Baur. El nombre significa "lagarto mixto", y fue escogido porque parece ser una forma transicional entre los ictiosaurios primitivos parecidos a anguilas como Cymbospondylus y los posteriores ictiosaurios en forma de delfín, tales como Ichthyosaurus. Baur nombró a Mixosaurus como un nuevo género porque sus aletas delanteras eran lo suficientemente diferentes de las de Ichthyosaurus.

## Descripción

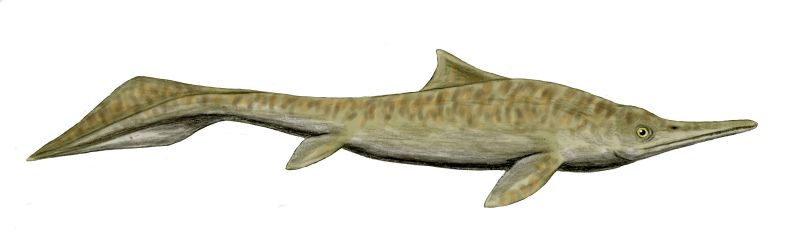
Recreación de M. cornalianus.

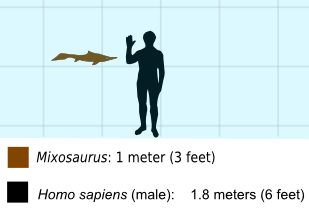
Mixosaurus comparado con un hombre.

Mixosaurus era un ictiosaurio de tamaño pequeño a grande, no creciendo más de 2 metros de longitud total y las especies pequeñas estando en torno al metro de largo. Poseía una cola larga con una aleta baja, lo que sugiere que era un nadador lento, pero también poseía una aleta dorsal para estabilizarse en el agua. Las extremidades traseras en forma de remos estaban compuestas cada una de cinco dedos, a diferencia de los tres dedos hallados en los ictiosaurios posteriores. Aun así, se debe señalar que cada dedo tenía más huesos individuales que los usuales entre los reptiles, y que los miembros frontales eran más largos que los posteriores, ambas adaptaciones típicas de los ictiosaurios avanzados. Las mandíbulas eran estrechas, con varios dientes afilados, que los hubieran hecho ideales para capturar peces. Tenía un cráneo relativamente alargado comparado con su cuerpo, a diferencia de los ictiosaurios basales, pero parecido a los ictiosaurios en forma de pez que aparecieron más tarde. Tenía cerca de 50 vértebras en frente de la cintura pélvica, cerca del doble de las que tienen los diápsidos terrestres.

## Especies
Hay tres especies de Mixosaurus reconocidas, Mixosaurus cornalianus, Mixosaurus panxianesis y Mixosaurus kuhnschnyderi Estas comparten muchas características similares en el esqueleto craneal y postcraneal, y las principales diferencias morfológicas aparecen en la región dental. Ejemplos de la variación dental son la extensión del surco dental en la mandíbula superior, la forma y tamaño de los dientes y el número de filas de los dientes.

### Mixosaurus cornalianus
Muchos especímenes de Mixosaurus cornalianus han sido hallados en los estratos del Triásico Medio del Monte San Giorgio y el área de Ticino entre las fronteras de Italia y Suiza. Mixosaurus cornalianus es el único ictiosaurio del Triásico del cual se han hallado esqueletos completamente articulados. Se han hallado varios especímenes pero M. cornalianus no ha sido bien estudiado, debido a que todos los especímenes conocidos quedaron comprimidos durante el proceso de conservación. 
Mixosaurus cornalianus tenía una cresta sagital asociada con la expansión de la fenestra temporal superior. Esto indica que tenía músculos mandibulares excepcionalmente fuertes.

### Mixosaurus panxianensis
M. panxianensis fue descubierto en estratos del Triásico Medio de la provincia de Guizhou, China. Los especímenes proceden de la Formación Guanling, la cual consiste de calizas y margas bituminosas de capas delgadas.
Los especímenes hallados tienen importantes características de los mixosáuridos como una larga cresta sagital a lo largo de la parte superior del cráneo, pero es considerado como una especie diferente debido a que no tiene un contacto externo entre los huesos yugal y el cuadratoyugal.
Se han encontrado esqueletos articulados y poseen centros de las vértebras más altos que largos. Esto es evidencia de una posición transicional entre los ictiosaurios basales del Triásico Inferior y las especies más derivadas del Jurásico y el Cretácico, las cuales tenían centros de vértebras en forma de disco.

## Clasificación

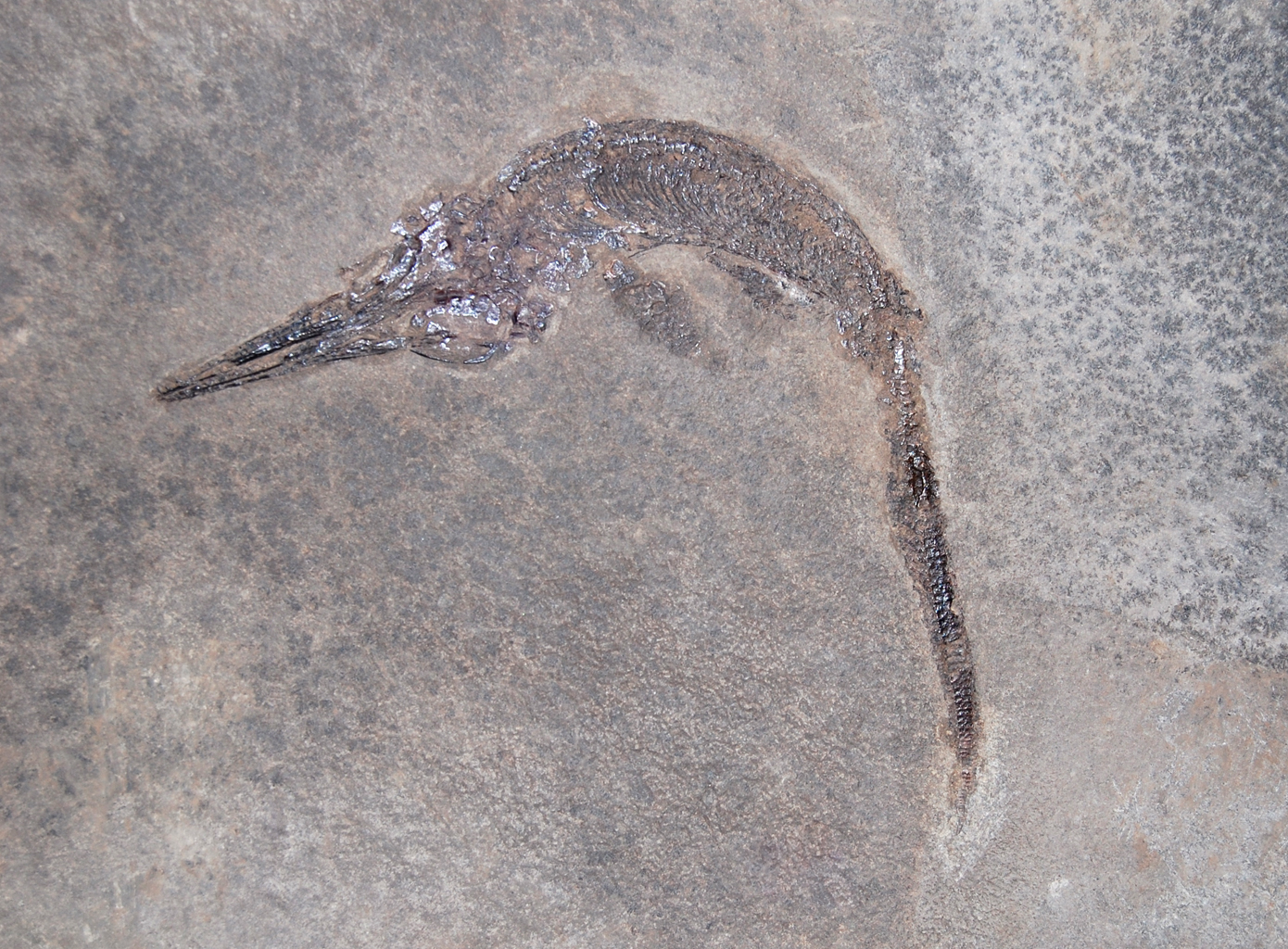
M. cornalianus.

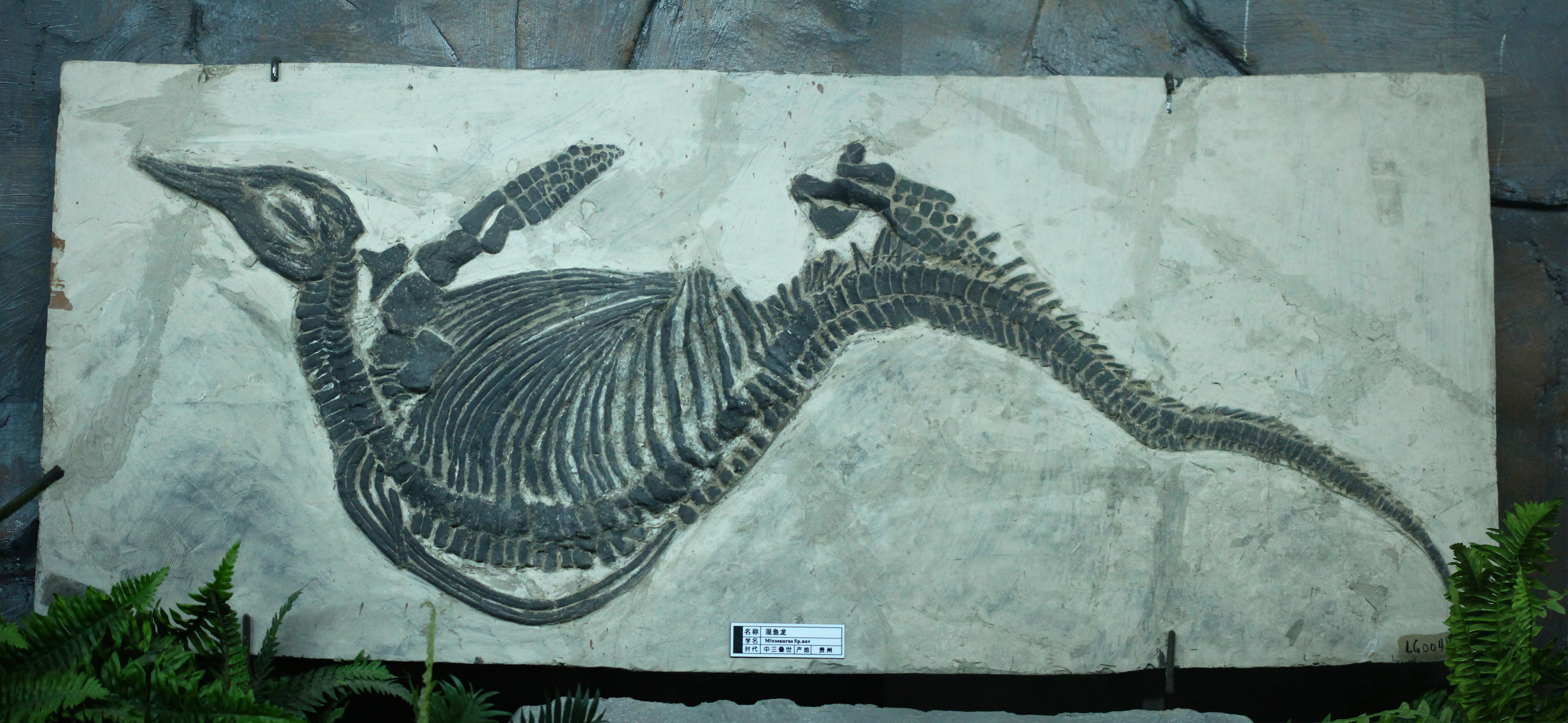
Fósil en China.

En años recientes la taxonomía y filogenia de los ictiosaurios mixosáuridos han sido un tema controversial. La familia Mixosauridae ha sido separada en la subfamilia Mixosaurinae y su grupo hermano, los Phalarondontinae. El primero abarcaría a las especies de Mixosaurus, M. cornalianus, M. kuhnschnyderi y M. panxianensis, mientras que el segundo grupo incluye a las especies de Phalarodon, P. fraasi, P. callawayi y P. atavus.
Los mixosaurinos se caracterizan por un húmero relativamente corto y ancho mientras que los falarodontinos se caracterizarían por la carencia del surco dental en la mandíbula superior. Los fósiles de Phalarodon se han encontrado en las localidades principales con restos de Mixosaurus. 
Hay una serie de especies de Mixosaurus que han sido declaradas como nomen dubium, lo que significa que su descripción científica no es suficiente como para clasificarlas con seguridad como especies separadas; estas son M. maotaiensis, M. helveticus, M. timorensis, M. major y M. nordenskioeldii.
Se ha sugerido que la especie Tholodus schmidi debería ser incluida en Mixosauridae pero solo se ha encontrado material dental, por lo que es difícil asignarlo a un género.
A continuación se presenta un cladograma basado en Motani (1999), Maisch y Matzke (2000), y Jiang, Schmitz, Hao y Sun (2006), con nombres de géneros y clados de acuerdo con Maisch (2010):
|  | Barracudasauroides                                                                  |
|  |                                                                                     |
|  | \| \| Mixosaurus cornalianus \| \| \| \| \| \| Mixosaurus kuhnschnyderi \| \| \| \| |
|  |                                                                                     |
|  | Mixosaurus cornalianus                                                              |
|  |                                                                                     |
|  | Mixosaurus kuhnschnyderi                                                            |
|  |                                                                                     |

|  | Mixosaurus cornalianus   |
|  |                          |
|  | Mixosaurus kuhnschnyderi |
|  |                          |

|  | Contectopalatus                                                            |
|  |                                                                            |
|  | \| \| Phalarodon callawayi \| \| \| \| \| \| Phalarodon fraasi \| \| \| \| |
|  |                                                                            |
|  | Phalarodon callawayi                                                       |
|  |                                                                            |
|  | Phalarodon fraasi                                                          |
|  |                                                                            |

|  | Phalarodon callawayi |
|  |                      |
|  | Phalarodon fraasi    |
|  |                      |

|  | Barracudasauroides                                                                  |
|  |                                                                                     |
|  | \| \| Mixosaurus cornalianus \| \| \| \| \| \| Mixosaurus kuhnschnyderi \| \| \| \| |
|  |                                                                                     |
|  | Mixosaurus cornalianus                                                              |
|  |                                                                                     |
|  | Mixosaurus kuhnschnyderi                                                            |
|  |                                                                                     |

|  | Mixosaurus cornalianus   |
|  |                          |
|  | Mixosaurus kuhnschnyderi |
|  |                          |

|  | Contectopalatus                                                            |
|  |                                                                            |
|  | \| \| Phalarodon callawayi \| \| \| \| \| \| Phalarodon fraasi \| \| \| \| |
|  |                                                                            |
|  | Phalarodon callawayi                                                       |
|  |                                                                            |
|  | Phalarodon fraasi                                                          |
|  |                                                                            |

|  | Phalarodon callawayi |
|  |                      |
|  | Phalarodon fraasi    |
|  |                      |

|  | Barracudasauroides                                                                  |
|  |                                                                                     |
|  | \| \| Mixosaurus cornalianus \| \| \| \| \| \| Mixosaurus kuhnschnyderi \| \| \| \| |
|  |                                                                                     |
|  | Mixosaurus cornalianus                                                              |
|  |                                                                                     |
|  | Mixosaurus kuhnschnyderi                                                            |
|  |                                                                                     |

|  | Mixosaurus cornalianus   |
|  |                          |
|  | Mixosaurus kuhnschnyderi |
|  |                          |

|  | Contectopalatus                                                            |
|  |                                                                            |
|  | \| \| Phalarodon callawayi \| \| \| \| \| \| Phalarodon fraasi \| \| \| \| |
|  |                                                                            |
|  | Phalarodon callawayi                                                       |
|  |                                                                            |
|  | Phalarodon fraasi                                                          |
|  |                                                                            |

|  | Phalarodon callawayi |
|  |                      |
|  | Phalarodon fraasi    |
|  |                      |

|  | Barracudasauroides                                                                  |
|  |                                                                                     |
|  | \| \| Mixosaurus cornalianus \| \| \| \| \| \| Mixosaurus kuhnschnyderi \| \| \| \| |
|  |                                                                                     |
|  | Mixosaurus cornalianus                                                              |
|  |                                                                                     |
|  | Mixosaurus kuhnschnyderi                                                            |
|  |                                                                                     |

|  | Mixosaurus cornalianus   |
|  |                          |
|  | Mixosaurus kuhnschnyderi |
|  |                          |

|  | Contectopalatus                                                            |
|  |                                                                            |
|  | \| \| Phalarodon callawayi \| \| \| \| \| \| Phalarodon fraasi \| \| \| \| |
|  |                                                                            |
|  | Phalarodon callawayi                                                       |
|  |                                                                            |
|  | Phalarodon fraasi                                                          |
|  |                                                                            |

|  | Phalarodon callawayi |
|  |                      |
|  | Phalarodon fraasi    |
|  |                      |